# Anonymus Gourmet
Anonymus Gourmet é um programa de televisão brasileiro sobre culinária. Originalmente estreou na RBS TV, afiliada da Rede Globo no Rio Grande do Sul, e na TVCOM, emissora do Grupo RBS até então, passando posteriormente para o SBT RS onde teve sua última exibição no dia 25/08/2024. É apresentado por José Antônio Pinheiro Machado. Ia ao ar pelo SBT RS, aos sábados e posteriormente aos domingos
O personagem Anonymus foi criado por ele em 1982, no livro O brasileiro que ganhou o Prêmio Nobel, que tinha como subtítulo Uma Aventura de Anonymus Gourmet.
O programa Anonymus Gourmet começou junto com a TVCOM e, no início, era um programa semanal. Depois passou a ser apresentado diariamente e, desde 5 de abril de 2003, além do espaço diário na TVCOM, o Anonymus Gourmet ganhou também um programa na RBS TV,  aos sábados pela manhã. O objetivo do programa é sempre apresentar receitas simples, fáceis, baratas e saborosas com um truque ou toque do Anonymus.
Os dois programas na TVCOM têm a mesma duração: entre 20 e 22 minutos de produção, mas se diferem nas receitas. Na TVCOM, elas são um pouco mais elaboradas, há espaços para pães e doces com Márcia Lutz e Linda Lutz, respectivamente. Na RBS TV, um canal aberto, o Anonymus procura receitas ainda mais simples e baratas, mas que encantem pela beleza e pelo sabor. Os programas fazem parte do núcleo de Produção da RBS TV que tem na gerência Silvio Barbizan, direção de William Mayer e produção de Adam Scheffel. Em 2015,o criador José Antônio Pinheiro Machado anuncia sua saída do Grupo RBS. Pouco mais de dois meses depois, o programa anuncia sua transferência para o SBT RS, mudando seu tradicional horário de exibição, das 8h35 para as 12h15. A estreia ocorreu em 9 de maio, véspera do dia das mães.  o programa era exibido após o Masbah!. No dia 25 de agosto de 2024, José Antônio Pinheiro Machado anunciou que aquele seria o último programa do anonymus gourmet exibido pela televisão.